# Кринж-комедия
Кринж-комедия, комедия содрогания (англ. Cringe comedy) — особый комедийный жанр, в котором юмор проистекает из чувства социальной неловкости. Часто вызывающая передергивание комедия имеет вид мокьюментари (псевдодокументалистики), её сюжет развивается в правдоподобной обстановке, например, такой как рабочее место, чтобы придать происходящему видимость реальности.
Главные герои, как правило, эготисты, выходящие за рамки политической корректности и нарушающие социальные нормы. Основной мишенью комедии предстаёт протагонист, не осознающий свой эгоцентричный взгляд или не обращающий внимания на дефляцию эго, которую причиняет ему комедия. Такой герой неприятен зрителю, однако по ходу развития сюжета он может не пострадать от последствий своих действий. Это нарушает моральные ожидания зрителей и заставляет их «содрогаться» (отсюда название жанра).

## Теория
Теоретик юмора Ноэль Кэрролл объясняет юмор в связи с теорией несоответствия и раздражением:

Представьте себе столовые приборы, разложенные для официального обеда. Предположим, вилка для салата лежит не на своём месте. Если вы относитесь к тем людям, которых беспокоят такие отклонения от нормы, вам это не покажется забавным. С другой стороны, если вы относитесь к таким вопросам более непринуждённо и при этом знаете о несоответствии, это может вызвать усмешку. То есть вы можете посчитать ошибку забавной или нет. Но если вы находите это по-настоящему забавным, вы не можете счесть это раздражающим.
Оригинальный текст (англ.)Imagine the cutlery laid out for a formal dinner. Suppose that the salad fork is in the wrong place. If you are the sort of person who is disturbed by such deviations from the norm, you will not be capable of finding this amusing. On the other hand, if you are more easy-going about such matters and also aware of the incongruity, it may elicit a chuckle. That is, you may find the error amusing or not. But if you find it genuinely amusing, you cannot find it annoying.
— Ноэль Кэрролл